# Dennis and Gnasher
Dennis and Gnasher (ou Dennis the Menace et Dennis the Menace and Gnasher) est une série télévisée d'animation britannique basée sur les personnages de la bande dessinée The Beano, qui a été diffusée sur la BBC du 2 avril 1996 au 7 mai 1998. Des rediffusions ont été diffusées sur CBBC jusqu'en janvier 2009. Cette série est inédite dans tous les pays francophones.
La série a été produite par Collingwood O'Hare Productions et D.C. Thomson & Co. en association avec BBC Television, ainsi que Flextech et PolyGram Video pour la première saison seulement. Elle a été distribuée par HIT Entertainment dans le monde entier (sauf en France et dans les pays francophones) et a été réalisée et écrite en grande partie par Tony Collingwood.
Une nouvelle série a été produite ̈et a été diffusée en 2009-2013 mais celle-ci demeure inédite en France.

## Synopsis
La série suit les aventures de Dennis et son fidèle compagnon Scratch qui s'embarquent dans diverses aventures.

## Distribution
- Richard Pearce : Dennis
- Kerry Shale : Gnasher

## Fiche technique
- Titre original : Dennis and Gnasher
- Création : Tony Collingwood basée sur les personnages de la bande dessinée The Beano
- Musique : Andrew Dimitroff
- Production : Christopher O'Hare

- Sociétés de production : Collingwood O'Hare Productions, D.C. Thomson & Co., BBC Television, Flextech (saison 1 uniquement), PolyGram Video
- Pays :  Royaume-Uni
- Langue : anglais
- Durée : 25 minutes

## Episodes

### Saison 1
1. Hair Today, Gone Tomorrow (titre français inconnu)
2. The Day They Took Gnasher Away (titre français inconnu)
3. Bathnight Club (titre français inconnu)
4. Dennis Ahoy! (titre français inconnu)
5. Revenge of the Robot (titre français inconnu)
6. Dennis and the Beanstalk (titre français inconnu)
7. Unidentified Funny Object (titre français inconnu)
8. Special Agent Dennis (titre fran̠çais inconnu)
9. Dennis and the Grown-Ups (titre français inconnu)
10. The Secret Diary (titre français inconnu)
11. Gorilla Warfare (titre français inconnu)
12. The Day TV was Banned (titre français inconnu)

### Saison 2
1. The Competition! (titre français inconnu)
2. Summer Holiday (titre français inconnu)
3. Menace Power (titre français inconnu)
4. Dennisaurus Rex (titre français inconnu)
5. Adventures in Dennis Sitting (titre français inconnu)
6. Haunted House (titre français inconnu)
7. Oil Strike (titre français inconnu)
8. Mauled (titre français inconnu)
9. The Trial (titre français inconnu)
10. Journey to the Centre of the Bed (titre français inconnu)
11. Skull & Crossbones (titre français inconnu)
12. Snowbound (titre français inconnu)
13. Monster Menace (titre français inconnu)